# Jorge Eduardo Acosta
Jorge Eduardo Acosta (Capital Federal, 27 de mayo de 1941), alias El Tigre, es un exmilitar argentino, miembro de la Marina, jefe de Inteligencia del GT 3.3 entre 1976 y 1979 en la ESMA durante el terrorismo de Estado de la dictadura militar autodenominada Proceso de Reorganización Nacional. Fue condenado a prisión perpetua por delitos de lesa humanidad.
Era quien tomaba las decisiones sobre tortura y muerte en la ESMA. En particular fue quien tomó la decisión de arrojar al río al grupo de monjas francesas Duquet y Domon y las madres de Plaza de Mayo Villaflor, Ballestrino y Ponce, así como la muerte de Dagmar Hagelin. Se hizo conocido debido a una foto con las vedettes Noemí Alan y Adriana Brodsky en una fiesta realizada en la ESMA en 1982. En 2011 la justicia argentina lo condenó por dichos crímenes a cadena perpetua y a inhabilitación absoluta y perpetua. En 2014 dicha condena quedó firme. Había pasado a retiro como capitán de fragata.

## Biografía
Acosta (como capitán de corbeta) fue jefe de Inteligencia del GT 3.3 y la UT 3.3.2 de la ESMA (Capital Federal) entre 1976 y 1979. Posteriormente asumió como agregado naval en España.
Se han descubierto 82 delitos probables. Entre ellos los secuestros, desaparición y torturas de la familia Tarnopolsky, Nilda Noemí Actis Goretta, Lisandro Cubas, Carlos Alberto García y Ricardo Coquet, de la adolescente sueca-argentina Dagmar Hagelin, del grupo de Madres de Plaza de Mayo y activistas de derechos humanos secuestrados en la iglesia de la Santa Cruz entre el 8 y el 10 de diciembre de 1977 entre quienes estaban también la monjas francesas Alice Domon y Léonie Duquet.
Sergio Tarnopolsky fue asistente de Acosta.
Según relata la periodista Miriam Lewin, ex detenida desaparecida de la ESMA, fue uno de los oficiales que se dedicaba a torturar y violar a las prisioneras.
En 1981, viajó a Sudáfrica para asesorar al gobierno del apartheid en lucha contrainsurgente.
En 1998, se descubrió que poseía una cuenta secreta en Suiza, que podría haberse usado para bienes sustraídos a los detenidos-desaparecidos.

## Juicios

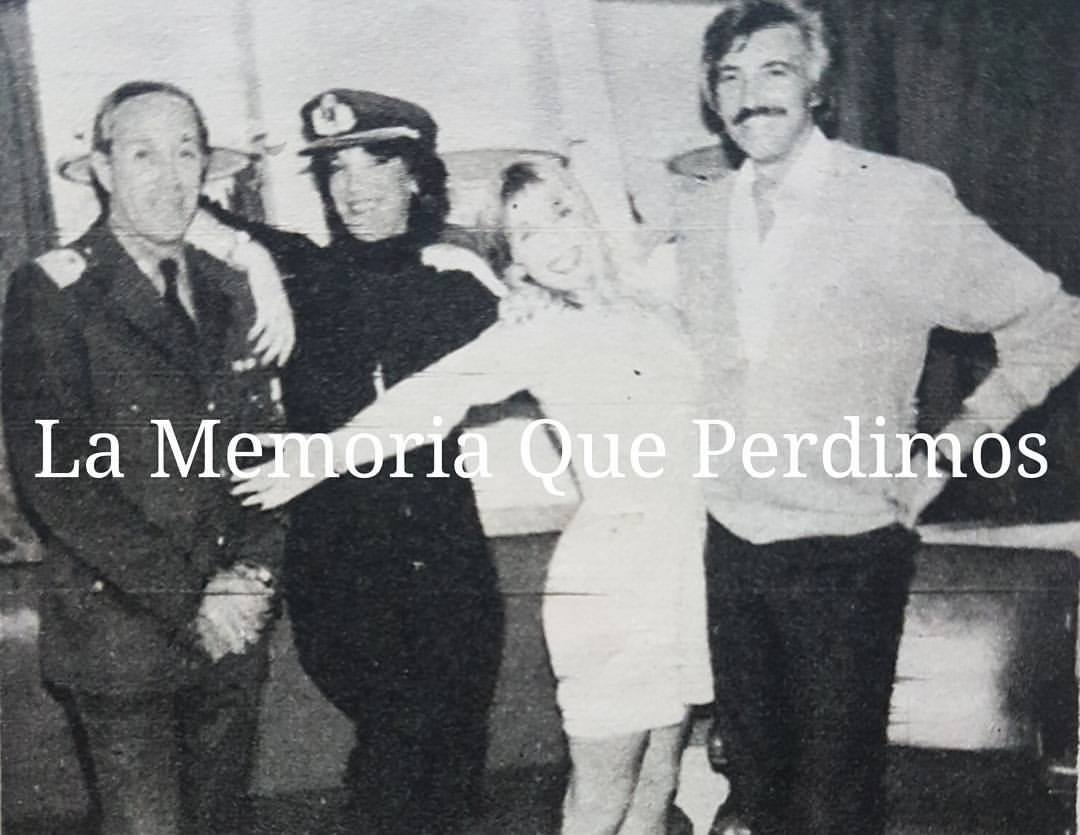
Acosta, primero desde la izquierda, después de una fiesta a finales de 1982 en la Escuela de Mecánica de la Armada.

Beneficiado por la Ley de Obediencia Debida, fue detenido nuevamente y puesto en arresto preventivo por su participación en el robo de niños nacidos en cautiverio.
Anuladas las leyes de Punto Final y Obediencia Debida por el Congreso en 2003, se reabrieron las causas en las que estaba imputado. En agosto de 2006, el juez elevó a juicio oral la causa de la ESMA en la que Jorge Eduardo Acosta fue enjuiciado junto a Alfredo Astiz y Adolfo Miguel Donda y el 26 de octubre de 2011, en el marco del primer juicio por los crímenes cometidos en la ESMA -uno de los centros clandestinos de detención y exterminio más grandes montados durante la última dictadura militar-, Jorge «el Tigre» Acosta fue condenado a cadena perpetua e inhabilitación absoluta, por el Tribunal Oral Federal n.º 5 por sentencia que no se encuentra firme.
El 5 de julio de 2012, Jorge Eduardo Acosta fue condenado a 30 años de prisión en la causa «Plan sistemático» por ser coautor penalmente responsable de sustracción, retención y ocultamiento de menores de edad durante la dictadura militar por sentencia que no se encuentra firme.
Fue condenado el 13 de agosto de 2021 a 24 años de prisión por delitos sexuales: "Violación agravada por haber sido cometida en concurso de dos o más personas, reiterada en -al menos- diez oportunidades, abuso deshonesto, privación ilegítima de la libertad y tormentos" cometidos contra mujeres secuestradas en la ESMA durante la última dictadura militar.

## Juicios en España e Italia
En 1997, el juez español Baltasar Garzón solicitó la detención y extradición de 45 militares argentinos y un civil a quienes procesó por genocidio, terrorismo de Estado y someter a torturas a presos políticos durante el régimen de facto que gobernó en Argentina entre 1976 y 1983. Entre ellos se encuentra Rubén Franco. El pedido fue rechazado varias veces por el gobierno argentino alegando el principio de territorialidad.
El 27 de julio de 2003, el presidente Néstor Kirchner mediante el Decreto 420/03 modificó el criterio de rechazo de las extradiciones sustentado hasta ese momento ordenando "obligatoriedad del trámite judicial" solicitado por la Justicia española, y abriendo así el camino a la extradición efectiva de los militares requeridos.
En agosto de 2003, el entonces presidente de España José María Aznar ordenó no continuar con el proceso de extradición de los solicitados por crímenes durante el gobierno de facto en Argentina. Esta decisión fue anulada por la Corte Suprema de España en 2005, ordenando continuar adelante con las extradiciones solicitadas por Garzón.
En Italia se lo acusa de crímenes cometidos contra ciudadanos italianos durante la dictadura.
El 23 de abril de 2014, la Cámara Federal de Casación Penal le confirmó la pena a prisión perpetua por los crímenes de lesa humanidad cometidos en la Escuela de Mecánica de la Armada durante la dictadura militar de la década del '70. El 29 de noviembre de 2017 fue condenado por segunda vez a cadena perpetua en el tercer tramo del juicio ESMA.